# Иларион Гдовский
Иларион Гдовский, Псковоезерский (умер 28 марта 1476 года) — русский православный святой, почитается в лике преподобных. Память совершается: в день тезоименитства — 21 октября и 28 марта — день преставления (по юлианскому календарю).

## Жизнеописание
Иларион был учеником преподобного Ефросина Псковского, основателя Трёхсвятительского Елеазарова монастыря. Основатель и первый игумен Озерского Покровского монастыря, расположенного близ Гдова на берегу впадавшей в Чудское озеро реки Желчи. 
Несмотря на близкое соседство с Ливонским орденом, основанный преподобным Иларионом монастырь быстро стал значительным религиозным центром; стараниями святого православие распространялось среди эстонцев.
Отдав много сил благоустройству и развитию монастыря, преподобный Иларион преставился 28 марта 1476 года и был погребён у северных врат алтаря в Покровском храме созданной им обители.
В 1623 году Спасо-Елеазаровский монастырь был еще самостоятельным, а в 1695 году был приписан к Псковскому архиерейскому дому.